# Recinto amurallado de Benaguacil
El recinto amurallado de Benaguacil fue construido hacia la misma época que su castillo. Benaguacil fue protegido con murallas que formaban un sólido recinto fortificado, como se demostraría mucho después en la defensa de los moriscos sublevados por la orden de bautismo forzoso decretada por Carlos I. Las murallas medievales debieron extenderse por las actuales calles de La Acequia, Isabel de Villena, La Tirana, Pedralba, Liria y del Muro. Precisamente en esta última calle se encuentra el tramo mejor conservado de la muralla, un lienzo de seis metros de longitud embebido en viviendas particulares. Existe información arqueológica que así lo corrobora, así como los planos que delimitan el trazado de la muralla en el actual plano urbano de Benaguacil. En concreto, los restos que se encuentran en la calle del Muro, pertenecerían a los tramos X y XI de la muralla.

## Historia
El castillo y las defensas urbanas debieron construirse entre 1147 y 1172, aunque entre 1184 y 1199 se reconstruyó, reforzó, mejoró y adornó las murallas urbanas y el castillo. Pertenecen pues al cuarto del siglo XI-XII, época musulmana.
Alonso Durá basándose en el conjunto de testimonios materiales, lingüísticos y antropológicos manejados en su estudio arqueológico del recinto amurallado, sitúa la construcción de las murallas de Benaguacil en tiempos del rey Muhamed Ibn Sa´d Ibn Mardanis (1147-1172) y que el califa almohade Abu Yaqub Yusuf al-Mansur (1184-1199) reforzó y mejoró dándoles el aspecto que ofrecieron ante los cristianos en 1237.

## Descripción
Sus muros eran de 2,5 metros de espesor y casi 13 metros de altura, con un perímetro que sobrepasaba los 1 000 metros, reforzado por torres, en su mayoría cuadrangulares o rectangulares, aunque existía una octogonal junto al castillo, y dos semicirculares que defendían el Portal de Valencia. El circuito amurallado disponía, además, de un profundo y ancho foso que lo circunvalaba en su parte exterior, con puentes móviles frente a las puertas, que al parecer eran tres: el Portal de Valencia (al este), el de Benisanó o de Liria (al norte) y el de Villamarchante o de Les Eres (al sur). A ellos se añadiría mucho después el llamado Portal Nou o de Suchet, abierto hacia el oeste.